# Filozofie chemie

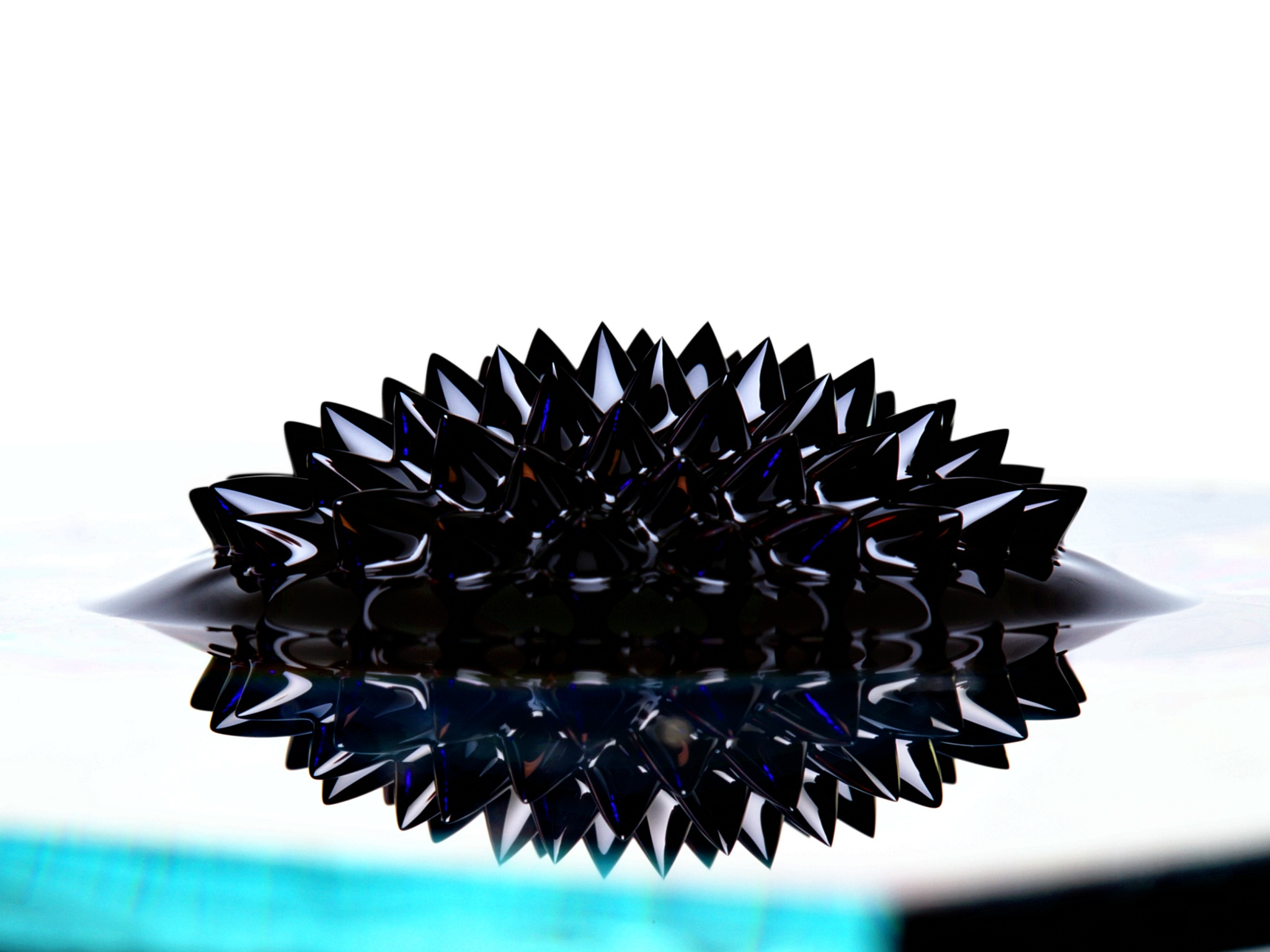
O původu symetrie či elegance ve vesmíru se mezi filozofy vedou četné debaty. (Feromagnetická kapalina)

Filozofie chemie je filozofické odvětví uvažující otázky kolem chemie a jejího zkoumání. Filozofové vědy si otázky, které vyplývají ze studia chemických procesů, začali klást zhruba od druhé poloviny 20. století.

## Základy chemie
Hlavní filozofické otázky vyvstávají už se samotnou definicí chemie a jejího zájmu. Jako základní jednotky chemické teorie se považují atomy a molekuly, nicméně tradiční modely molekulární struktury a chemických vazeb nejsou schopny objasnit některé vlastnosti látek jako kovů, kovových komplexů či aromaticitu.
Kromě toho používají chemici často fiktivní chemické subjekty, jako jsou rezonanční struktury, aby vysvětlili strukturu a reakce látek, pro jejichž popis užíváme různé grafické a jazykové alegorie, které se ve skutečnosti chovají docela jinak.
Někteří chemici a filozofové chemie proto raději jako o základní jednotce chemie uvažují o látkách, než mikrostrukturách. Výhoda tohoto pohledu spočívá v tom, že většina látek, se kterými se setkáváme, není uspořádána v přesných komplexech.
S tím také souvisí filozofické dilema, zda zkoumá chemie látky či reakce. I pokud jsou atomy udržovány ve stálém, pravidelném pohybu, mají tendence vytvářet nové produkty. 
Filozofové chemie diskutují otázky symetrie a chirality v přírodě. Organické molekuly (tj. na bázi uhlíku) jsou většinou chirální. Toto je důležitá otázka, protože aminokyseliny, nukleové kyseliny a cukry, které se nacházejí v organismech výhradně jako jeden enantiomer, jsou základními stavebními prvky biologického života. Chemici, biochemici a biologové podobně debatují i kořeny homochirality. Filozofické diskuze jsou závislé na poznatcích o původu tohoto jevu. Je možné, že jsou důsledkem hlubších principů a ve hře bylo racemické prostředí nebo další dosud neznámé jevy. Někteří spekulují, že odpovědi lze nalézt pouze ve srovnání s potenciálním mimozemským životem. Dalším zajímavým bodem v diskusi je například otázka, jestli symetrie přírody koření v tom, že jsme jako lidé nuceni jisté vzorce vnímat, a tím pádem nejsme schopni naši "předpojatost" zaznamenat.
Jedním z nejaktuálnějších témat je debata o tom, do jaké míry vysvětluje kvantová fyzika chemické jevy. Je možné svět chemie chápat jako jeden z fyzikálních principů vesmíru, jak bylo mnohokrát předpokládáno, nebo existují nevysvětlitelné mezery, kvůli které ani nebude možné chemii axiomatizovat? Někteří autoři jako Roald Hoffmann říkají, že v takové redukci chemie je řada problémů: týká se to chemických konceptů jako aromaticita, pH, reaktivita či nukleofilita.